# Кирван, Дервла
Де́рвла Ки́рван Пе́нри-Джонс (англ. Dervla Kirwan Penry-Jones; 24 октября 1971, Чёрчтаун, Ленстер, Ирландия) — ирландская актриса и кинопродюсер.

## Биография
Дервла Кирван родилась 24 октября 1971 года в Чёрчтауне (провинция Ленстер, Ирландия) в семье страхового агента Питера Кирвана и учительницы английского и французского языков Морин О'Дрисколл. У Дервлы есть две старших сестры.

## Карьера
Дервла снимается в кино с 1986 года. Среди её работ — роль в мини-сериале The Silence. В 2000 году Кирван также выступила в качестве кинопродюсера.

## Личная жизнь
С августа 2007 года Дервла замужем за актёром Рупертом Пенри-Джонсом, с которым она встречалась 6 лет до их свадьбы. У супругов есть двое детей — дочь Флоренс Пенри-Джонс (род. 01.05.2004) и сын Питер Пенри-Джонс (род. 08.04.2006).